# أهم 100 شخصية في القرن
يعد تصنيف «أكثر مائة شخصية أهمية في القرن» سرد لأكثر 100 شخصية صاحبة أكبر تأثيراً في القرن العشرين حسب تصنيف نشرته مجلة «تايم» عام 1999م/1420هـ.
وقد نشأت فكرة إعداد مثل هذا التصنيف في الأول من شهر فبراير/ شباط 1998 الموافق الرابع من شهر شوال 1418هـ في مناقشة طرحت في الندوة المعقودة في هانوي في فيتنام. وكان الفريق المشارك مكون من مذيع الأخبار المسائية في شبكة سي بي إس دان راثر، والمؤرخ دوريس كيرنز غودوين، وحاكم نيويورك السابق ماريو كومو، وكيلة أو مديرة جامعة ستانفورد وقتئذ كوندوليزا رايز، والناشر ايرفينغ كريستول، والمحرر الإداري لمجلة تايم والتر إيزاكسون.
ثم أعلنت مجلة تايم في موضوع منفصل في 31 ديسمبر 1999م/24 رمضان 1420هـ ألبرت اينشتاين كرجل القرن.

## قائمة الفئات
تحتوي القائمة إجمالاً على 100 شخصية، مقسمين ضمن خمس فئات في كل فئة 20 شخصاً. وهذه الفئات الخمسة كالاتي
الزعماء والثوريين، العلماء والمفكرين، البناة والعظماء، والفنانين والفنانات، الأبطال والرموز.

## رجل القرن

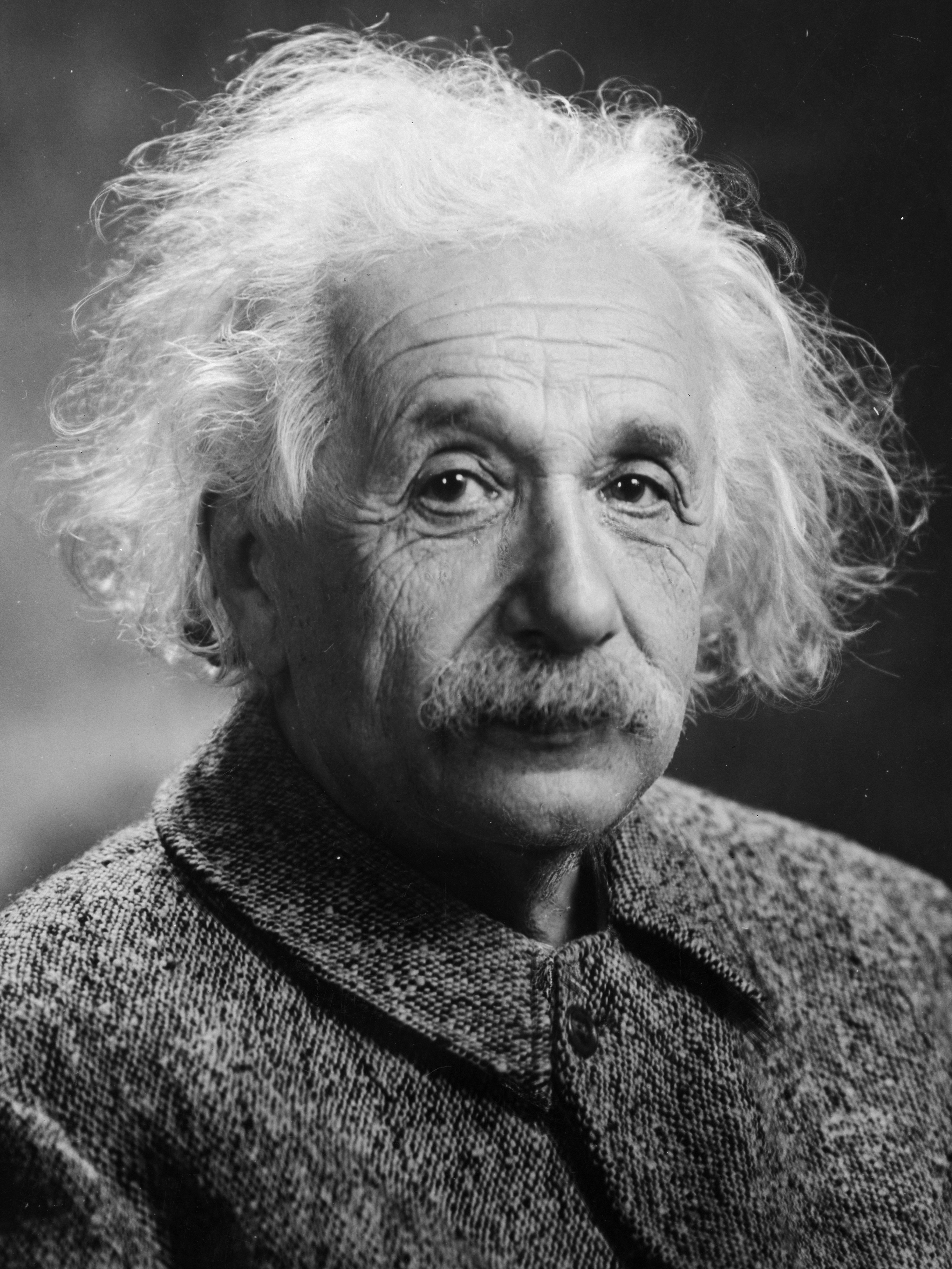
ألبرت أينشتاين

واختير ألبرت اينشتاين من بين المئة ليحمل لقب رجل هذا القرن، بحجة أنه كان الباحث البارز في قرن يسوده العلم. ورأى محررو مجلة تايم أن القرن العشرين ستميزه العلوم والتكنولوجيا قبل كل شيء وسيعرف بها، وأن اينشتاين «بمثابة رمز لكل العلماء – مثل هيسنبرغ وبوهر وريتشارد فاينمان الذين مشوا على خطاه..».

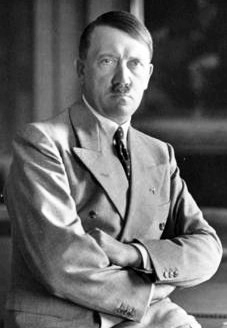
هتلر

بحثت فكرة إعطاء المستشار الألماني أدولف هتلر والقائد المسؤول عن الحرب العالمية الثانية والمحرقة لقب رجل القرن لما أحدث من تغييرات وما ترك من آثار ظاهرة في القرن العشرين. إذ ارتكز معيار اختيار الأشخاص على معيار واضح حددته مجلة تايم ينطوي على ضرورة أن يكون للشخص المختار الأثر الأعظم في هذا القرن، سواء كان في الخير أو في الشر. فأرسلت الكاتبة نانسي جيبس في العدد نفسه المنشور في 31 ديسمبر 1999م/24 رمضان 1420هـ من مجلة تايم مقال بعنوان «شر لابد منه؟». وطرحت في ذلك المقال فكرة أن هتلر «كان ببساطة أخر رمز من سلسلة رموز السفاحين الطويلة والتي تمتد إلى ما قبل جنكيز خان. فالفارق الوحيد كان استخدام التكنولوجيا إذ حشد هتلر معه كل الطاقات التي أمدته بها الصناعة الحديثة» كما عرضت الكاتبة بعض الأسئلة البلاغية مثل: «قد يكون الشر قوة ضارية، أو فكرة مغرضة، ولكن هل يفوق العبقرية، والإبداع، والشجاعة أو الكرم»؟

## الشخصيات الوحيدة التي اختيرت في قائمتي القرن العشرين وأوائل الحادي والعشرين

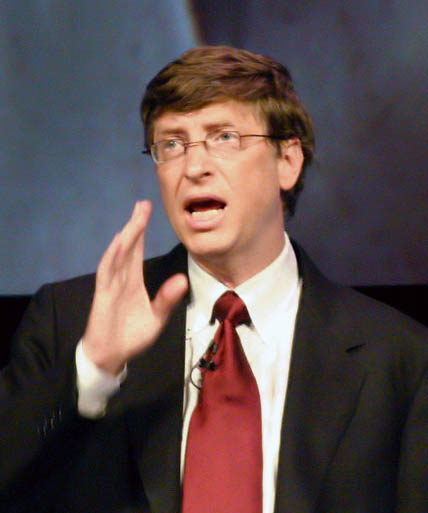
بيل غيتس
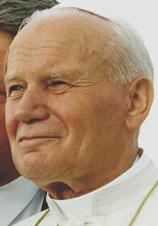
يوحنا بولس الثاني
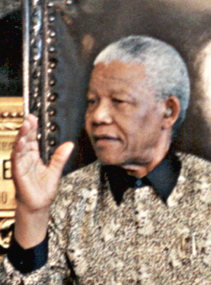
نيلسون مانديلا
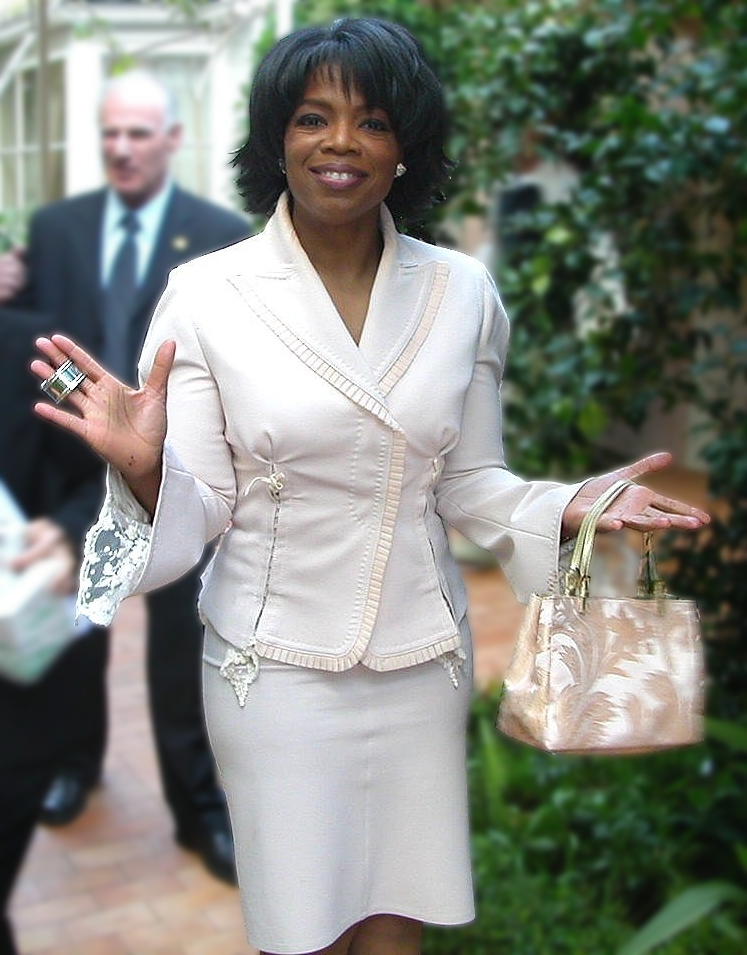
أوبرا وينفري

حظي هؤلاء الأربعة فقط بشرف تكريمهم مرة أخرى عام 2004م من بين المائة شخصية الأكثر تأثيراً في القرن العشرين حسب ما أوردته مجلة تايم حين شرعت المجلة بنشر قائمة سنوية لأكثر مائة شخصية لا يزال لهم تأثير في تغيير العالم:
فكان «بيل غيتس» صاحب تأثير ملحوظ في القرن العشرين لدوره الرائد في ثورة الحواسيب، واختير فيما بعد لتأثيره في المجال الخيري في القرن الحادي والعشرين. فيما اختير البابا يوحنا بولس الثاني لدورة في إنهاء الشيوعية في أوروبا الشرقية، وقيادة الكنيسة الكاثوليكية الرومانية لمواكبة العصر الحديث في القرن الحادي والعشرين. كما اختير «نيلسون مانديلا» لدورة في إنهاء الفصل العنصري في جنوب أفريقيا في القرن العشرين، وكرمز للتسامح في القرن الحادي والعشرين. وأخيراً اختيرت «أوبرا وينفري» كأحد الشخصيات اللأكثر تأثيراً في القرن العشرين لإنشاء نموذج إعلامي أكثر ألفة من الناحية الطائفية ولإطلاق العنان لثقافة الاعتراف، واللترويج والتعميم ولثورة إذ ذكر فيل دوناهو في البرنامج الحواري الشعبي الرائد من نوعه ما ذكر في دراسة أجرتها جامعة ييل من ضرورة كسر ما اعتبر محرما ممنوعا في القرن والعشرين، والسماح للمثليين جنسياً، والمثليات وثنائيي الجنس والمتحولين جنسياً بدخول هذا التصنيف. كما اختيرت أحد أكثر الشخصيات تأثيراً في القرن الحادي والعشرين كنموذج للدور الملهم، ولتأثيرها في نادي الكتاب الخاص بها في إتاحة الأدب للجماهير، ولملساعدة التي قدمتها في سبيل انتخاب أول رئيس أفريقي-أمريكي للولايات المتحدة.

## الانتقادات
وجهت انتقادات على وجه الخصوص لقائمة أفضل 20 فنان وفنانة لعدم إدراج ألفيس بريسلي ضمن قائمتها، ودافع هاندي عن القرارا على النحو التالي:
إن أحد أهم الأمور المبتكرة فيما يتعلق بفن «الروك» هو الفكرة الكاملة في قيام كتاب الأغاني بغناء قصائدهم وإبراز التعابير المباشرة. وحيث أن ألفيس لم يكتب مادة غناءه بنفسه - على غرار ما فعلت فرقة بيتلز أو بوب ديلان أو روبرت جونسون والذي كان يمكن أن يكون أحد العشرين - فقد حال ذلك دون انضمامه لتلك القائمة. ويعتقد أن فرقة بيتلز زادت في إثارة القضية حيث رأت أن أوائل تسجيلات إلفيس الأصلية كانت له فقد بدأت فرقة بيتلز كمحاكين ثم استمروا في التطور طوال سنواتهم معا.
وطلب من هاندي أيضا الدفاع عن قرار مجلة تايم لتضمين شخصية بارت سيمبسون الخيالية من المسلسل التلفزيوني عائلة سيمبسون كأحد أكثر الشخصيات تأثيراً في القرن العشرين؛ فتقدم للدفاع عنها على النحو التالي:
لا أرى كيف يمكن أن تلقي نظرة على هذا القرن وتغفل الرسوم المتحركة، فهي - مع موسيقى الجاز والسينما - إحدى أعظم الإسهامات لدينا. (وإني أعلم، نعم أعلم أن الأفلام اخترعت في القرن التاسع عشر إلا أننا نحن أبناء القرن العشرين من وظفها توظيفاً حسناً).… وإلى حد ما، أردنا أيضاً اختيار أشخاص ممن يمثلون التطورات والاتجاهات الهامة في القرن العشرين. وسيساعد ذلك في احتساب «بارتس» و«أوبراس»... إن ما حققته عائلة بارت، أو عائلة سمبسون من دمج السخرية الاجتماعية مع الرسوم المتحركة الشائعة لم يحدث من قبل قط.
كما تلقت القائمة انتقادات أيضا لاختيارها لاكي لوسيانو لدوره في تطويع المافيا في شكل حديث وتسهيل عملية إدارة عصابة الجرائم الوطنية وتركيزه على الحد الأدنى للربح". واتهم عمدة نيويورك رودي جولياني مجلة تايم بمحاولة "مداهنة" لرجال العصابات؛ فقال: "إن فكرة جعل المافيا شيئاً حضارياً لأمر في غاية لسخف، فقد قتل في سبيل الوصول إلى المنصب الذي هو فيه الآن، ثم هو مسؤول عن ارتكاب المئات والمئات من جرائم القتل." ولقد نعت فيليب كانيسترارو أستاذ الدراسات الإيطالية-الأمريكية في كلية كوينز هذا الاختيار بـ" الإهانة", كما انتقد توماس فيتالي نائب رئيس"ولاية نيويورك" ومنظمة فييري الخيرية الإيطالية-أمريكية، مجلة تايم "إدامة الأساطير" حول الأميركيين ذوي الأصول الإيطالية. ومع ذلك دافع محرر أعمال مجلة تايم بيل سابوريتو عن هذا الاختيار والنتقاء باستدعاء لوسيانو كـ"نوع من عباقرة الشر" الذي كان له أثر بالغ في الاقتصاد الخفي. فأوضح "أننا لسنا هنا لنفخر ونذكر أمجاد هؤلاء، بل نحن هنا لنقول أن هؤلاء هم من أثروا على حياتنا." كما أشار سابوريتو إلى أن "كل جزء من البضائع خرج من منطقة جارمنت زادت تكلفته قليلاً بسبب الجريمة المنظمة."

## وصلات خارجية
- 100 قائمة مجلة تايم «أكثر مائة شخصية أهمية في القرن»